# Fania Oz-Salzberger
Fania Oz-Salzberger (hebreu: פניה עוז-זלצברגר‎) (Quibuts Hulda, Israel, 28 d'octubre de 1960) és una historiadora i escriptora israeliana, professora emèrita d'Història a la Facultat de Dret de la Universitat de Haifa i al Centre d'Estudis Alemanys i Europeus de Haifa.
Políticament es defineix com a sionista humanista d'esquerra moderada i és partidària de la solució de dos estats i de l'evacuació de la majoria d'assentaments jueus a Cisjordània. Arran del moviment de protestes massives contra el primer ministre Binyamín Netanyahu i de la guerra contra Hamàs a Gaza, iniciada després de la massacre de civils del 7 d'octubre de 2023, Oz-Salzberger ha esdevingut una destacada veu pública a Israel molt crítica amb la deriva ultradretana del govern i de part de la societat israeliana.

## Biografia
Fania Oz va néixer el 1960 al Quibuts Hulda, essent la filla gran del prestigiós escriptor Amos Oz i la seva dona Nily. Prové d'una família jueva amb arrels a Ucraïna i Bessaràbia —és la besneboda de l'historiador i erudit literari Joseph Klausner— però també té lligams amb els jueus catalans provinents de Girona.
De jove es va educar a les escoles dels quibuts i va servir com a oficial a les Forces de Defensa d'Israel, a més de completar els estudis d'Història i Filosofia i el màster en Història Contemporània a la Universitat de Tel-Aviv. Va escriure la tesi doctoral sobre la Il·lustració escocesa i l'alemanya (1991) a la Universitat d'Oxford, supervisada pel Dr. John Robertson i dirigida pel filòsof Isaiah Berlin.
Està casada amb el professor Eli Salzberger, amb qui té dos fills bessons. El matrimoni va passar la lluna de mel a Catalunya, país amb el qual Oz-Salzberger declara tenir una relació «mística» especial que es remunta a la seva infantesa, quan el seu pare li va ensenyar cofoi la traducció catalana de la seva novel·la El meu Mikhael (Proa, 1973) i va aprendre els paral·lelismes entre els pobles jueu i català, «dues nacions que tenien un comú un sentit molt fort de la seva cultura i de la seva identitat, que intentaven sobreviure en ambients hostils».

## Carrera acadèmica
El 2009 Oz-Salzberger va ser nomenada professora associada de la Universitat de Haifa, on exerceix la docència des del 1993. També ha treballat a l'Institut d'Estudis Avançats de Berlín (1999–2000), a la Universitat de Princeton (2009–2010) i va ocupar la Càtedra Leon Liberman d'Estudis Moderns d'Israel al Centre Australià per a la Civilització Jueva de la Universitat Monash (2007–2012).
Va ser editora en cap conjunta de la Haifa University Press (1996–99) i directora de Paideia, l'Institut Europeu per als Estudis Judaics de Suècia (2016–2020) vinculat a la Universitat d'Uppsala, que l'any 2020 la va nomenar doctora honoris causa. Des del 2003 és directora del Fòrum de Recerca Posen del Pensament Polític Europeu i Israelià i forma part del consell assessor de l'Institut de Democràcia d'Israel.
Oz-Salzberger ha publicat diversos assaigs sobre la història de les idees i el pensament polític, la traducció a la Il·lustració europea, les fonts bíbliques de John Locke i el conflicte entre civilitzacions. Els seus articles d'opinió sobre política, cultura i actualitat han aparegut a nombroses publicacions, com ara Newsweek, International Herald Tribune, The Wall Street Journal, Le Figaro, Frankfurter Allgemeine Zeitung i Ha'aretz.
El seu llibre Israelians a Berlín, publicat l'any 2001 en hebreu i alemany, es va convertir en un prisma del diàleg israelià-alemany que la va fer mereixedora, l'any 2021, de la Creu de l'Orde del Mèrit de la República Federal d'Alemanya.
El 2012 va publicar conjuntament amb el seu pare el llibre Jews and Words (Els jueus i les paraules), un assaig sobre la història jueva des d'un punt de vista secular que reflecteix un diàleg en curs entre pare i filla, novel·lista i historiadora. L'autora va presentar-ne els continguts a Catalunya l'any 2017 en una conferència titulada La identitat jueva més enllà de la religió que va tenir lloc al Museu d'Història dels Jueus de Girona.

## Principals obres publicades
- Oz-Salzberger, Fania. Translating the Enlightenment: Scottish Civic Discourse in Eighteenth Century Germany (en anglès).  EUA: Oxford University Press, 1995. ISBN 9780198205197.
- Oz-Salzberger, Fania. Hebrew Phrase Book (en anglès).  Hunter Pub Inc., 1997. ISBN 9780852851814.
- Oz-Salzberger, Fania. Israelis in Berlin (en alemany).  Frankfurt am Main: Jüdischer Verlag im Suhrkamp-Verlag, 2001. ISBN 9783633541713.
- Oz, Amos; Oz-Salzberger, Fania. Jews and Words (en anglès).  New Haven: Yale University Press, 2012. ISBN 9780300156478.
- Oz-Salzberger, Fania; Stern, Yedidia Z. (eds.). The Israeli Nation-state: Political, Constitutional, and Cultural Challenges (en anglès).  Boston: Academic Studies Press, 2014, p. 371. ISBN 9781618113894.
- Oz, Amos; Oz-Salzberger, Fania. Los judíos y las palabras (en castellà).  Siruela, 2015. ISBN 9788416465026.